# Galumna circularis
Galumna circularis är en kvalsterart som beskrevs av Hammer 1958. Galumna circularis ingår i släktet Galumna och familjen Galumnidae. Inga underarter finns listade i Catalogue of Life.